# Зутермайстер, Ханс Мартин
Ханс Мартин Зутермайстер (нем. Hans Martin Sutermeister; 29 сентября 1907, Шлосрюд — 4 мая 1977, Базель) — швейцарский врач и писатель. С 1968 по 1971 годы он был членом городского совета города Берн.
В 1960-е годы заинтересовался проблемой судебных ошибок. Много путешествовал, анализируя случаи ложных признаний, показаний под давлением, некритической оценки показаний экспертов, эмоциональных решений судей. В результате появилась книга Summa Iniuria (1976) с описанием сотен подобных случаев, ставшая наиболее подробной работой на немецком языке в этой области.

## Основные произведения
- Zwischen zwei Welten: Novelle. (1942) ISBN 978-3226000306
- Psychologie und Weltanschauung: Wirklichkeitsfragen und ihre Beantwortung nach dem heutigen Stande der Wissenschaft in allgemeinverständlicher Darstellung. (1944)
- Von Tanz, Musik und anderen schönen Dingen: Psychologische Plaudereien. (1944)
- Über die Wandlungen in der Auffassung des Krankheitsgeschehens. (1947)
- Psychosomatik des Lachens und Weinens. In: Gesundheit und Wohlfahrt. (1952) PMID 12989438
- Schiller als Arzt: ein Beitrag zur Geschichte der psychosomatischen Forschung. (1955)
- (Вернер Бэрчи-Рошэ:) Zur Pathophysiologie des Lachens, zugleich ein Beitrag über licht-aktivierte Lachanfälle (1955) PMID 14390935 doi:10.1159/000105337
- Psychosomatik des Musikerlebens. Prolegomena zur Musiktherapie. (1964) PMID 14155994 doi:10.1159/000285721
- Möglichkeiten einer inneren und äusseren Schulreform im Sinne der Gesamtschule in der Stadt Bern. Prolegomena zu einer Projektstudie „Integrierte Gesamtschule Brünnen“ entsprechend der Motion Theiler. (1971)
- Grundbegriffe der Psychologie von heute. (1976) ISBN 978-3226003130
- Summa Iniuria: Ein Pitaval der Justizirrtümer. (1976) ISBN 978-3226000962